# Patrick Leleu
 (mai 2011).
Si vous disposez d'ouvrages ou d'articles de référence ou si vous connaissez des sites web de qualité traitant du thème abordé ici, merci de compléter l'article en donnant les références utiles à sa vérifiabilité et en les liant à la section « Notes et références ».
Pour les articles homonymes, voir Leleu.
Patrick Leleu, né le 21 février 1955, à Château-Thierry, est un dirigeant d'entreprise français.

## Formation
Il est ancien élève de l'École polytechnique (promotion 1973) et titulaire d'un MBA de HEC (anciennement Institut supérieur des affaires).

## Carrière
Il a été au cours de sa carrière :
- Directeur général de Bouygues Telecom depuis son lancement jusqu’en octobre 2001[3] ;
- Président directeur général de Noos (opérateur de réseaux câblés) du 29 octobre 2001 au 18 février 2005 ;
- Président directeur général de Erenis (fournisseur d'accès à Internet par fibre optique) du 4 septembre 2005 au 1er février 2006 ;
- Directeur général de Netsize du 23 mai 2006 à fin 2006 ;
- Administrateur d’Infogrames depuis le 29 janvier 2007, il remplace Bruno Bonnell le 5 avril 2007 en tant que Président directeur général, poste qu'il quitte[4] le 30 janvier 2008 pour être remplacé par David Gardner ;
- Président directeur général de Spir Communication du 31 janvier 2009 à septembre 2009 ;
- Directeur Général de Geoxia depuis novembre 2010 ;
- Président du groupe Geoxia entre juillet 2011 et octobre 2015.
- Depuis le 10 octobre 2016 a mars 2021[5],[6] : Directeur Général de la SADE